# Makád
Makád là một thị trấn thuộc hạt Pest, Hungary. Thị trấn này có diện tích 31,77 km², dân số năm 2010 là 1233 người, mật độ 39 người/km².